# Steinkreis von Oddendale

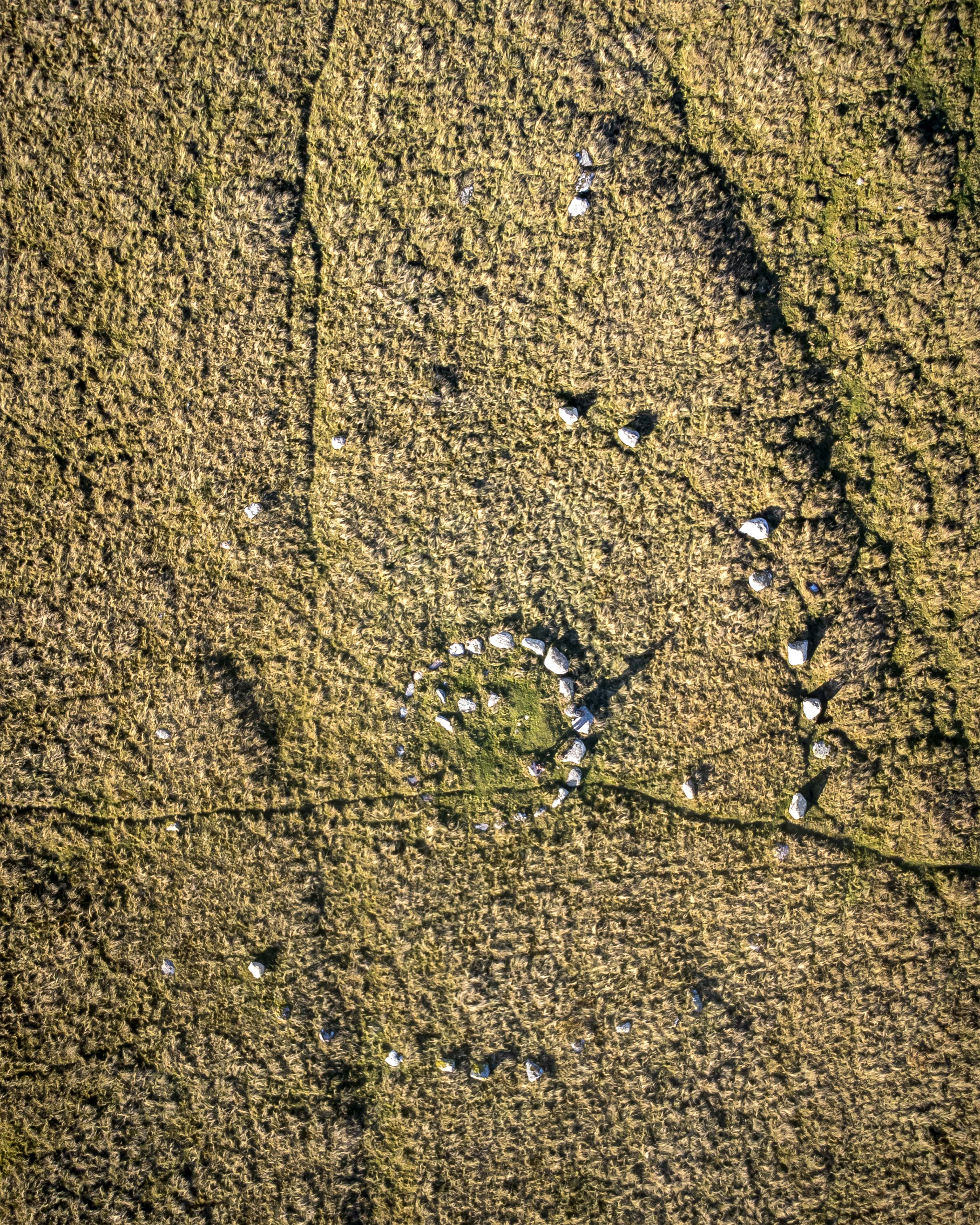
Luftbild

Der Steinkreis von Oddendale ist ein konzentrischer Steinkreis in Cumbria in England.
Der Steinkreis mit zwei Kreisen ist im Pastscape als Mo.- Nr. 11897 verzeichnet. Er umfasst einen unvollständigen äußeren Kreis von 26,3 m Durchmesser aus 34 rosafarbenen Granitblöcken und einen inneren Kreis von 7,5 m Durchmesser. Der Innenkreis bildet den Randsteinkreis eines bis zu 0,3 m hohen Cairns, aus dem größere Steine herausragen. Im Cairn wurde Belege für Brandbestattungen gefunden. Unmittelbar nördlich des äußeren Kreises befindet sich eine kleine Gruppe weiterer Randsteine.
Die 15 erhaltenen konzentrischen Anlagen Englands konzentrieren sich in Cumbria, Derbyshire und Wiltshire. In Dartmoor, Devon, North Yorkshire und Somerset findet sich jeweils nur ein (erhaltenes) Objekt. Einzelne Beispiele finden sich in Schottland, auf den Hebriden und in Westirland. Aubrey Burl definierte aus dieser insgesamt geringen Zahl vier Grundtypen. Da er auch Unikate wie den Steinkreis von Park Gate, Stonehenge und The Sanctuary in die Klassifizierung einreihte, folgte ihm die Fachwelt weitgehend nicht.
Oddendale gehört zu den unregelmäßigen Doppelkreisen, wie Gunnerkeld und Hird Wood.